# Herbert Hasler
Pour les articles homonymes, voir Hasler (homonymie).
Herbert George « Blondie » Hasler (né le 27 février 1914, mort le 5 mai 1987) est un officier britannique des Royal Marines de la Seconde Guerre mondiale qui se rendit célèbre en décembre 1942, où après avoir remonté la Gironde en kayak, il mena, à la tête d'un petit commando, un raid contre plusieurs navires allemands, des « forceurs de blocus » (opération Frankton). Il fut à l'origine des principaux concepts qui conduisirent après guerre à la formation du Special Boat Service.
Le conflit terminé, il devint un yachtman respecté, et un des créateurs de la transat anglaise, la première transatlantique à la voile en solitaire, qu'il disputera lui-même. Il est l'un des inventeurs du pilote automatique pour les voiliers.